# Arcas del Villar
Arcas del Villar település Spanyolországban, Cuenca tartományban. Arcas del Villar Cuenca, Fuentes, Olmeda del Rey, Valdetórtola és Villar de Olalla községekkel határos. Lakosainak száma 2264 fő (2024).

## Népesség
A település lakosságának változását az alábbi diagram mutatja:
| Lakosok száma | 724  | 882  | 945  | 1266 | 1497 | 1594 | 1643 | 1716 | 1867 | 2264 |
|               | 2001 | 2004 | 2006 | 2009 | 2011 | 2014 | 2016 | 2019 | 2021 | 2024 |